# (10916) Okina-Ouna
(10916) Okina-Ouna est un astéroïde de la ceinture principale.

## Description
(10916) Okina-Ouna est un astéroïde de la ceinture principale. Il fut découvert le 31 décembre 1997 à Chichibu par Naoto Satō. Il présente une orbite caractérisée par un demi-grand axe de 2,88 UA, une excentricité de 0,02 et une inclinaison de 0,9° par rapport à l'écliptique.

## Compléments